# Anne Lennard, Condessa de Sussex
Anne Lennard ou Anne FitzRoy (25 de fevereiro de 1661 - 16 de maio de 1722) foi a filha mais velha de Barbara Villiers, Condessa de Castlemaine, e provavelmente filha de Carlos II (o 2º Conde de Chesterfield também tem sido considerado o possível pai biológico). 
Em agosto de 1674, aos treze anos, Anne desposou Thomas Lennard, 15.º Barão Dacre. Dacre foi subsequentemente titulado Conde de Sussex. Tanto o casamento como o dote da noiva foram pagos por Carlos II. Viúva em 1715, Anne casou-se mais duas vezes: com Lord Teyhnam e depois com Robert Moore.